# جوش بلاكبيرن
جوش بلاكبيرن (بالإنجليزية: Josh Blackburn)‏ هو لاعب هوكي الجليد أمريكي، ولد في 13 نوفمبر 1978 في نورث بول في الولايات المتحدة.